# Kościół św. Walentego w Woźnikach
Kościół św. Walentego – zabytkowy drewniany kościół w Woźnikach na Górnym Śląsku.
Zabytek znajduje się na szlaku architektury drewnianej województwa śląskiego. Należy do miejscowej katolickiej parafii pw. św. Katarzyny Aleksandryjskiej w Woźnikach.

## Historia
Kościół drewniany w Woźnikach wzmiankowany jest już w 1490 r. W 1696 r., na miejscu wcześniejszego kościoła, zbudowano nowy, którego fundatorami byli mieszczanie z Woźnik. Po zbudowaniu przy rynku w Woźnikach nowego murowanego kościoła, drewniany kościół stał się kaplicą. W 1702 r. do kościoła dobudowano kruchtę. Po pożarze miasta w 1789 r., do 1813 r. pełnił rolę kościoła parafialnego, potem kościoła cmentarnego. W 1901 r. Oskar Kowalewski ozdobił wnętrze kościoła dekoracją malarską o motywach ornamentalnych i figuralnych. W tym okresie również wymieniono ołtarz św. Walentego. Od 2000 r. w kościele trwają prace remontowo-konserwatorskie (remont dachu z wymianą gontów, wymiana podłogi, odnowienie polichromii i ołtarza).

## Architektura i wyposażenie
Kościół orientowany, drewniany, zbudowany w konstrukcji zrębowej,   na rzucie prostokąta zamkniętego trójbocznie, bez wyszczególnionego prezbiterium. Od strony północno-wschodniej do nawy przylega niewielka zakrystia. Po stronie zachodniej znajduje się kruchta. Po stronie zachodniej do szczytu nawy przylega smukła, ośmioboczna wieżyczka z latarnią i baniastym hełmem. Dach kościoła gontowy, dwuspadowy, przechodzący nad częścią prezbiterialną w wielospadowy. Wnętrze przekryte jest płaskim stropem.
W kościele znajduje się ołtarz św. Walentego z ok. 1901 r. i renesansowa ambona z ciekawą dekoracją z papier mâché.

## Otoczenie
Kościół otoczony jest cmentarzem. W sąsiedztwie kościoła znajduje się grób księdza Józefa Lompy, znanego górnośląskiego poety i nauczyciela.

## Galeria

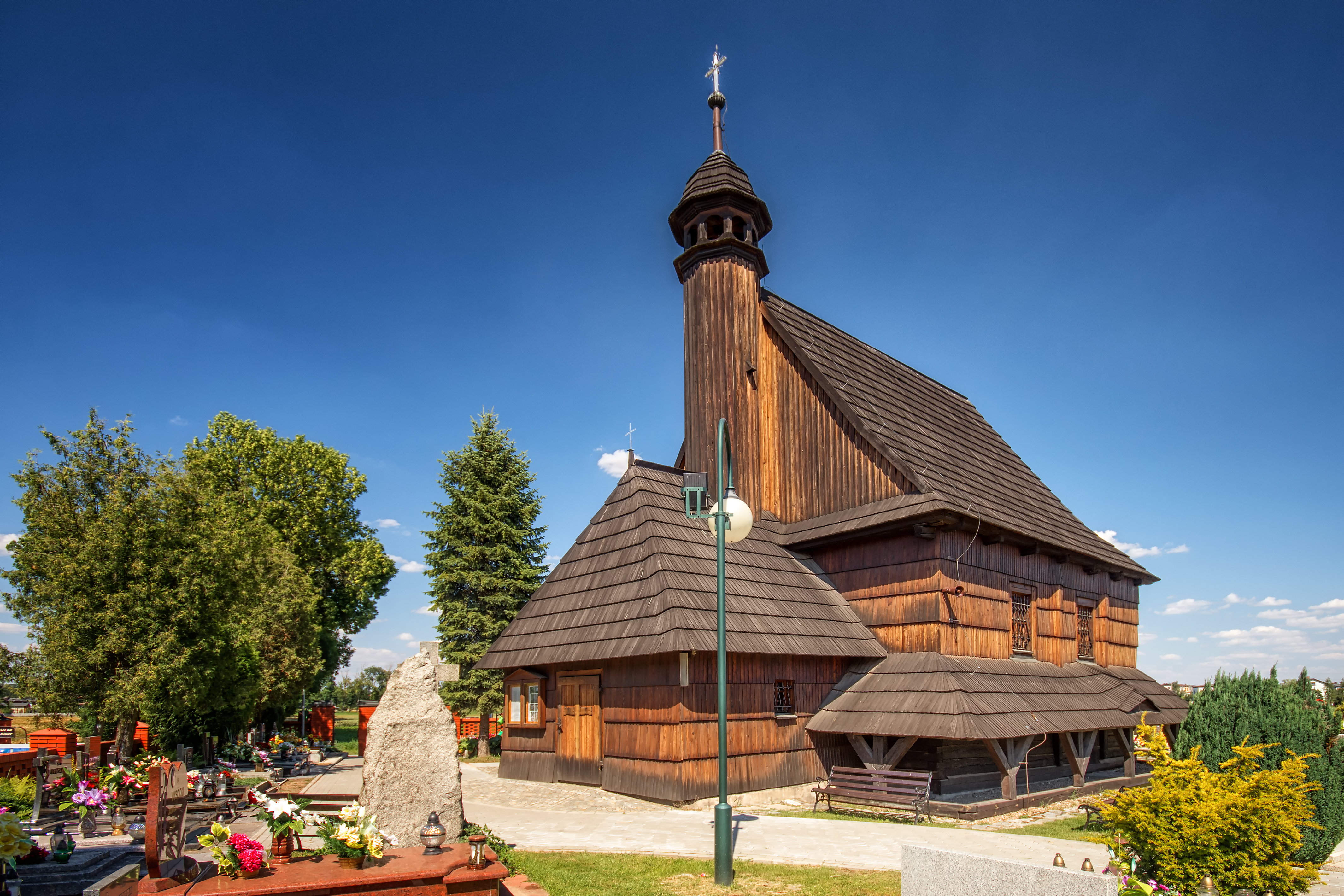
Fasada
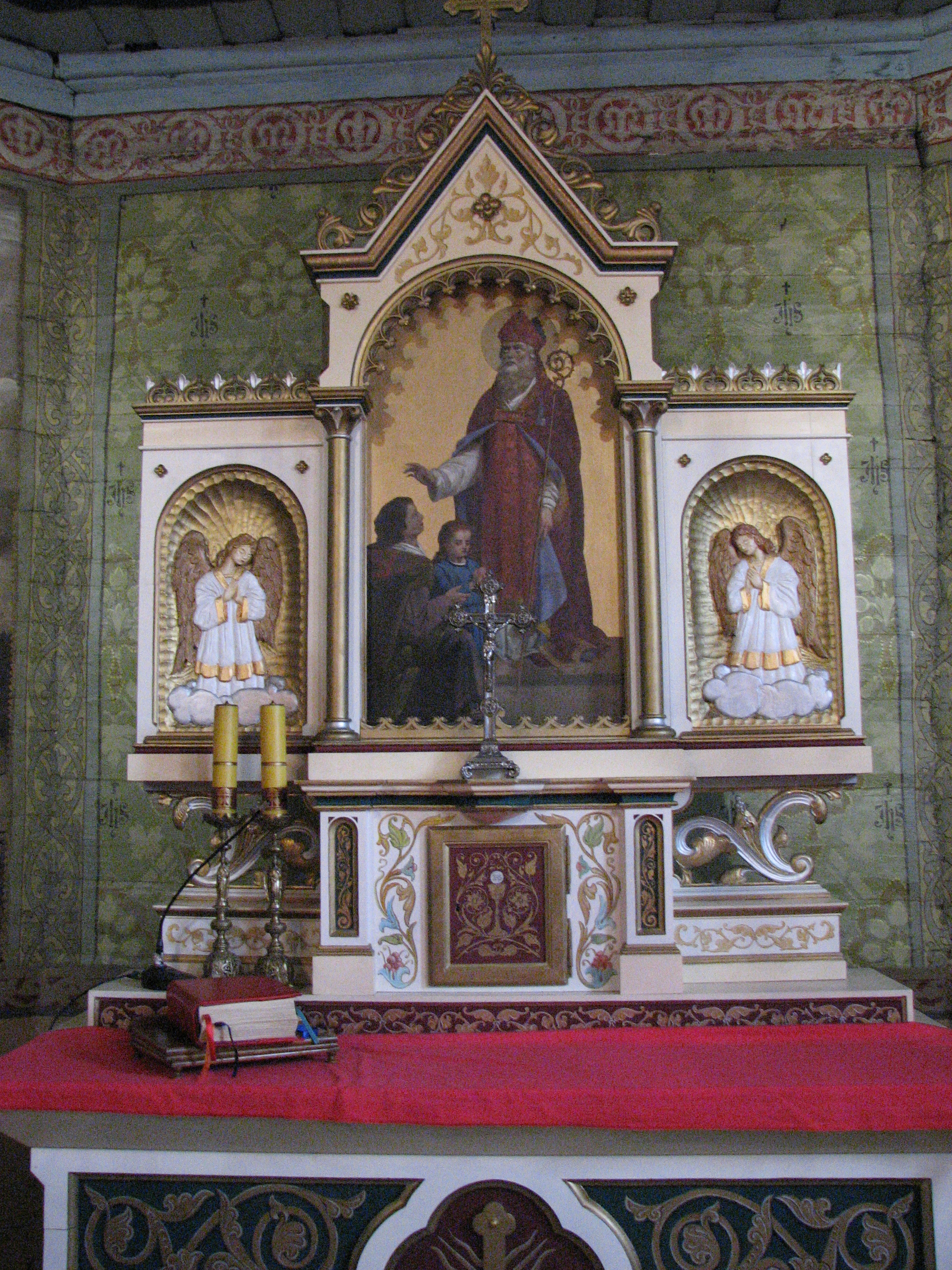
Ołtarz Główny Świętego Walentego
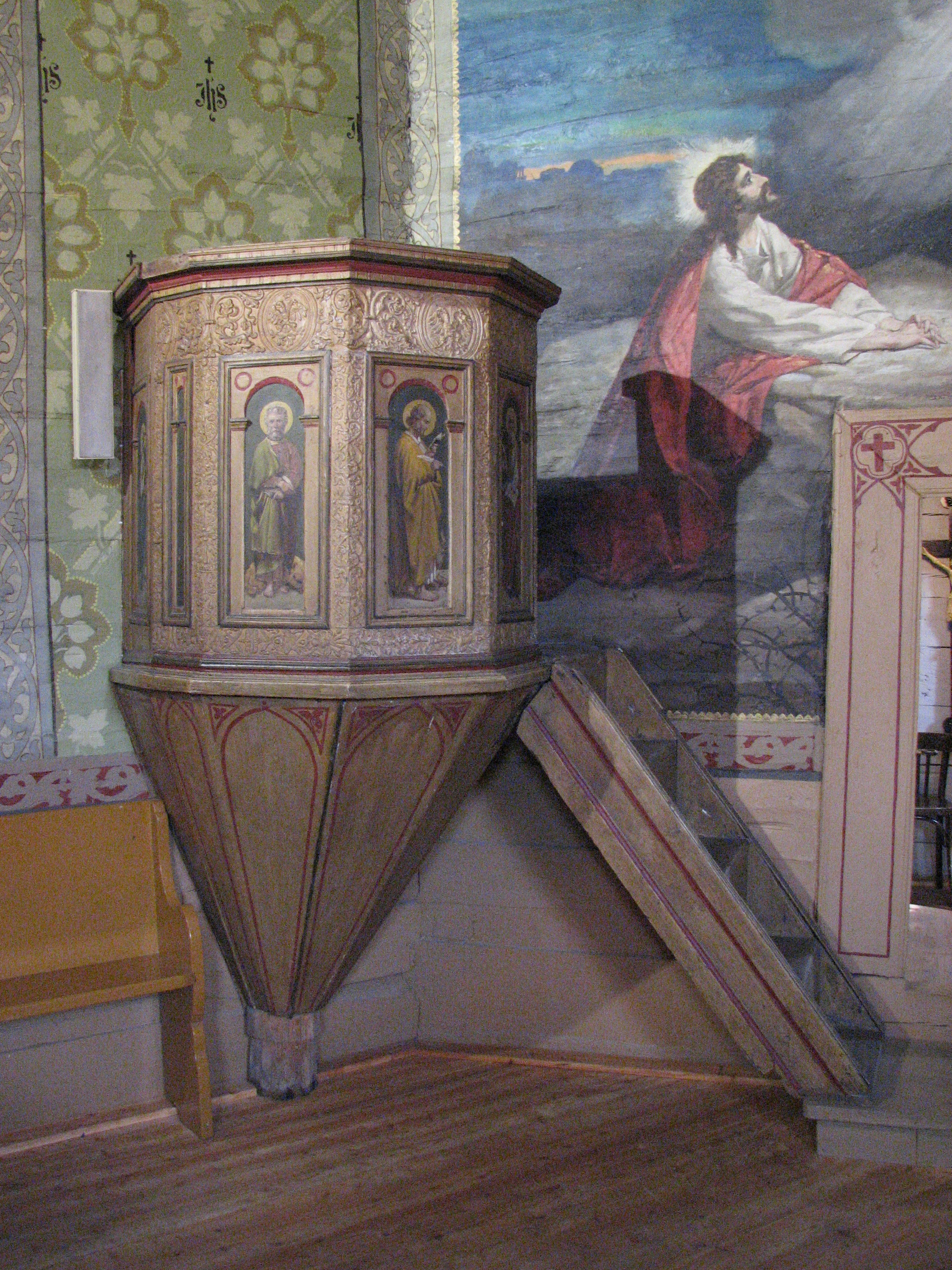
Ambona
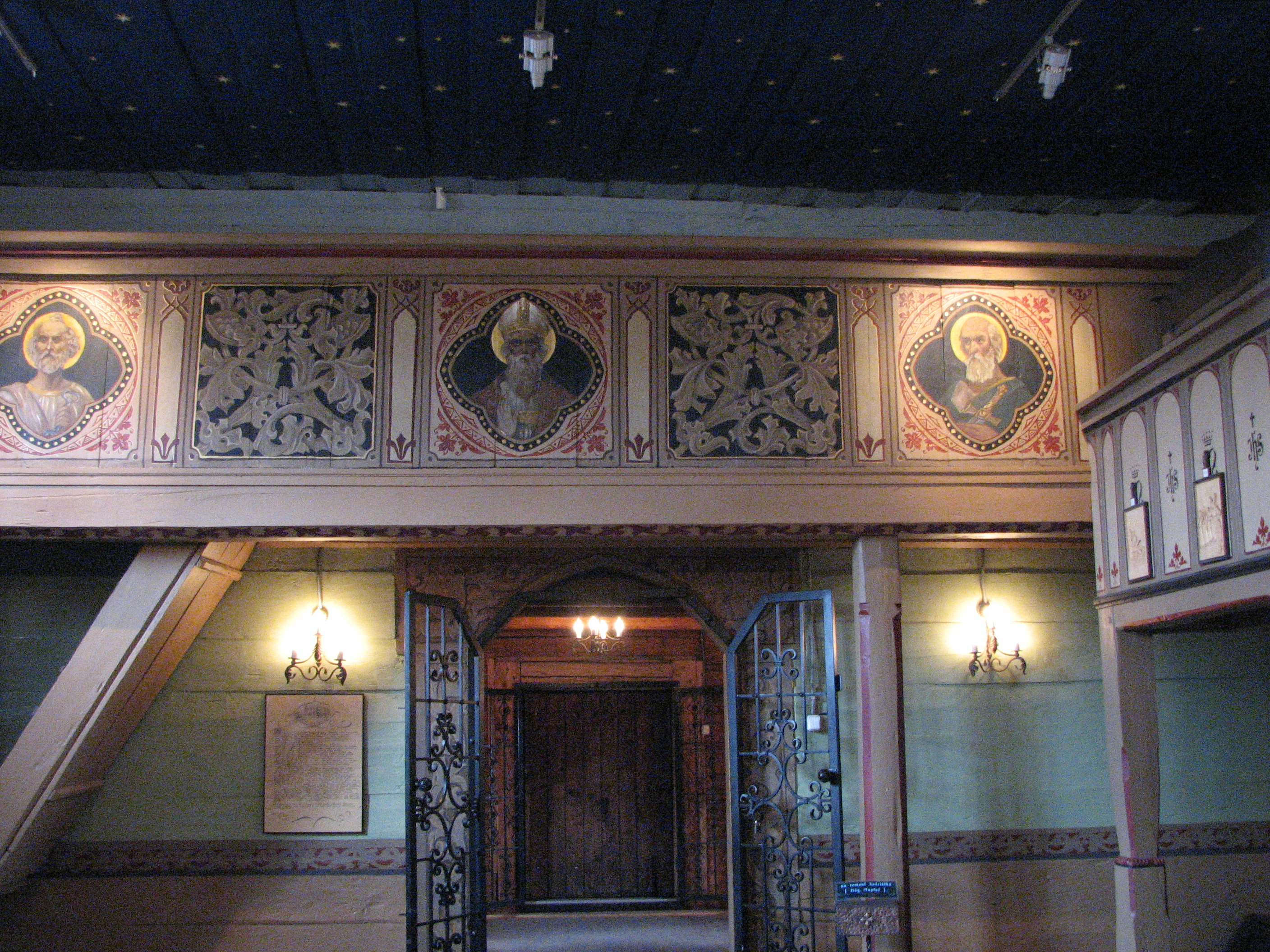
Kruchta
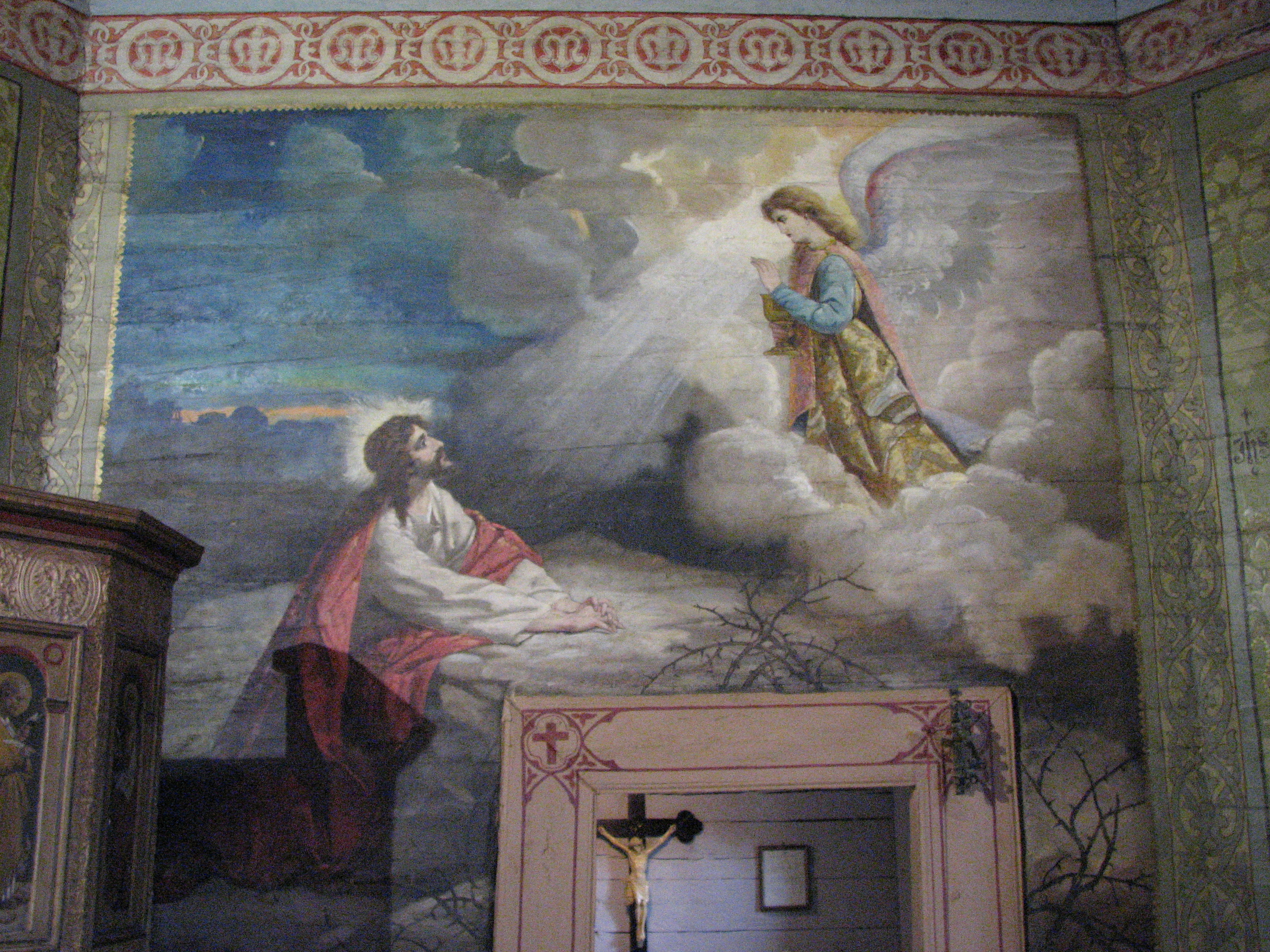
Polichromie
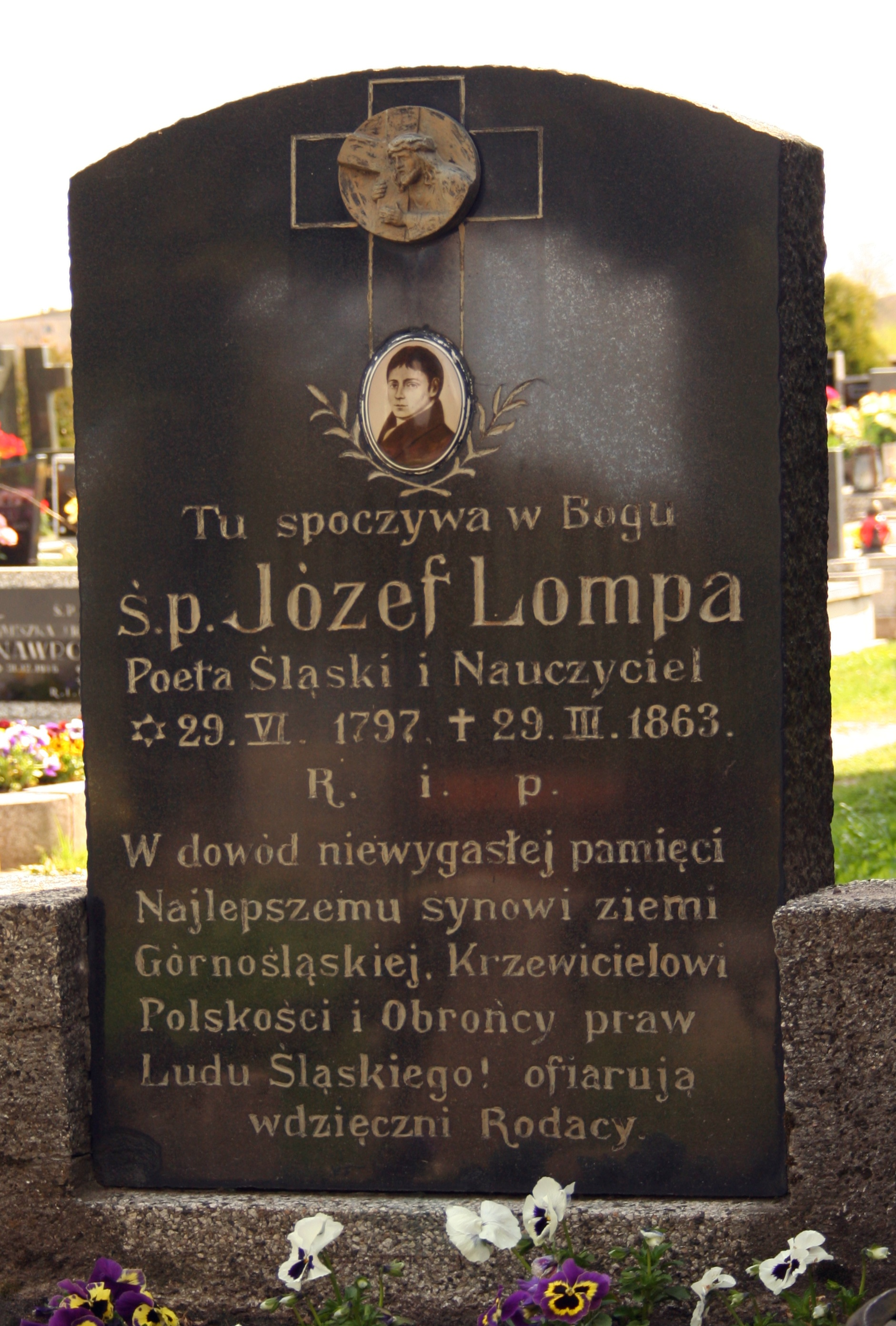
Tablica nagrobkowa Józefa Lompy